# オ・ドネル&トゥオメイ
オ・ドネル&トゥオメイ（O'Donnell + Tuomey）は、 アイルランドの ダブリンに本拠を置く建築事務所であり 、 Architecture Todayによって「現代アイルランド建築のゴッドファーザー」の1つとして説明されている。オ・ドネルとトゥオメイとして、2015年ロイヤルゴールドメダルを受賞。 
事務所は1988年 Sheila O'DonnellとJohn Tuomeyによって設立され両者とも以前はロンドンの設計事務所スターリング・ウィルフォードで働いていた。 
グループは91人の建築家のペアで構成され、1990年代初めに ダブリンの再生のためのmasterplanners テンプルバー地区に根を下ろす。 
事務所ディレクターである両者は ユニバーシティカレッジダブリン  で教えており、 ハーバード大学大学院 、 プリンストン大学 、 ケンブリッジ大学 、AA 建築協会建築学校など、ヨーロッパ、英国、米国の建築学校で講師を行っている 。 2010年には、 アメリカ建築家協会の名誉フェローに選出。  2013年、ICON Architecture Practice of the Year Awardを受賞。  
ロイヤルゴールドメダル授与式の際に彼らは、仕事について尋ねられたときトゥオメイは次のように述べた。「 建物を社会生活の一部のように感じさせることは、私たちにとって第二の自然構築であります。 」 

## 注目のプロジェクト
インスタレーション作品は1992年と1996年にアイルランド映画センターと写真ギャラリーがそれぞれダウンズメダルを獲得した際広く知られるようになる。  その後、 ユニバーシティカレッジコークの ルイス・グリュックスマン・ギャラリー  （2013年の郵便記念切手で知られる）、ヴェネツィアビエンナーレ2004でのアイルランドのインスタレーションおよびRanelagh Multidenominational Schoolを含む多くの注目すべき建物を設計してきた。 2005年にRIAI Triennial Gold Medalを受賞し、1999年のRanelagh Multidenominational School、2005年にLewis Glucksman Gallery、2011年にLyric Theatre（Belfast） 、2012年にAnGaelárasIrish Language Center、2014年にLondon School of Economics Saw Swee Hock学生センターでの5つのプロジェクトがスターリング賞最終候補になる。 